# روث ويليس
روث ويليس (6 مارس 1989 - ) (بالإنجليزية: Ruth Willis)‏ هي لاعبة كريكت بريطانية.

## وصلات خارجية
- روث ويليس على موقع إي آس بي آن كريك إنفو (الإنجليزية)